# Успеновка (Кировоградская область)
Успеновка (укр. Успенівка) — село в Смолинской поселковой общине Новоукраинского района Кировоградской области Украины.
До 2020 года входило в Маловисковский район
Население по переписи 2001 года составляло 48 человек. Почтовый индекс — 26220. Телефонный код — 5258. Код КОАТУУ — 3523183703.